# 70000 Tons of Metal

Logo von 70000 Tons of Metal

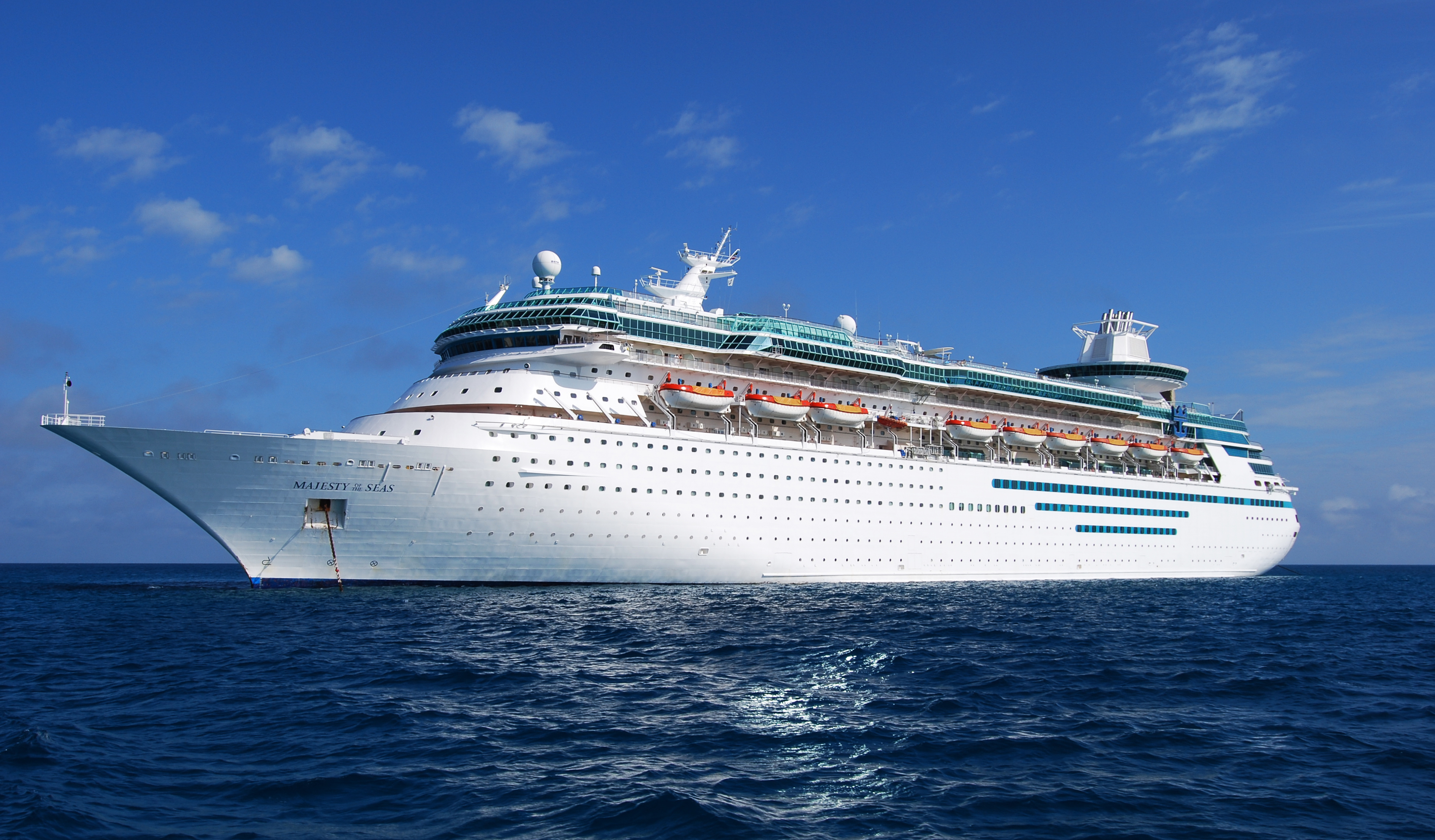
Die Majesty of the Seas (2011–2014)

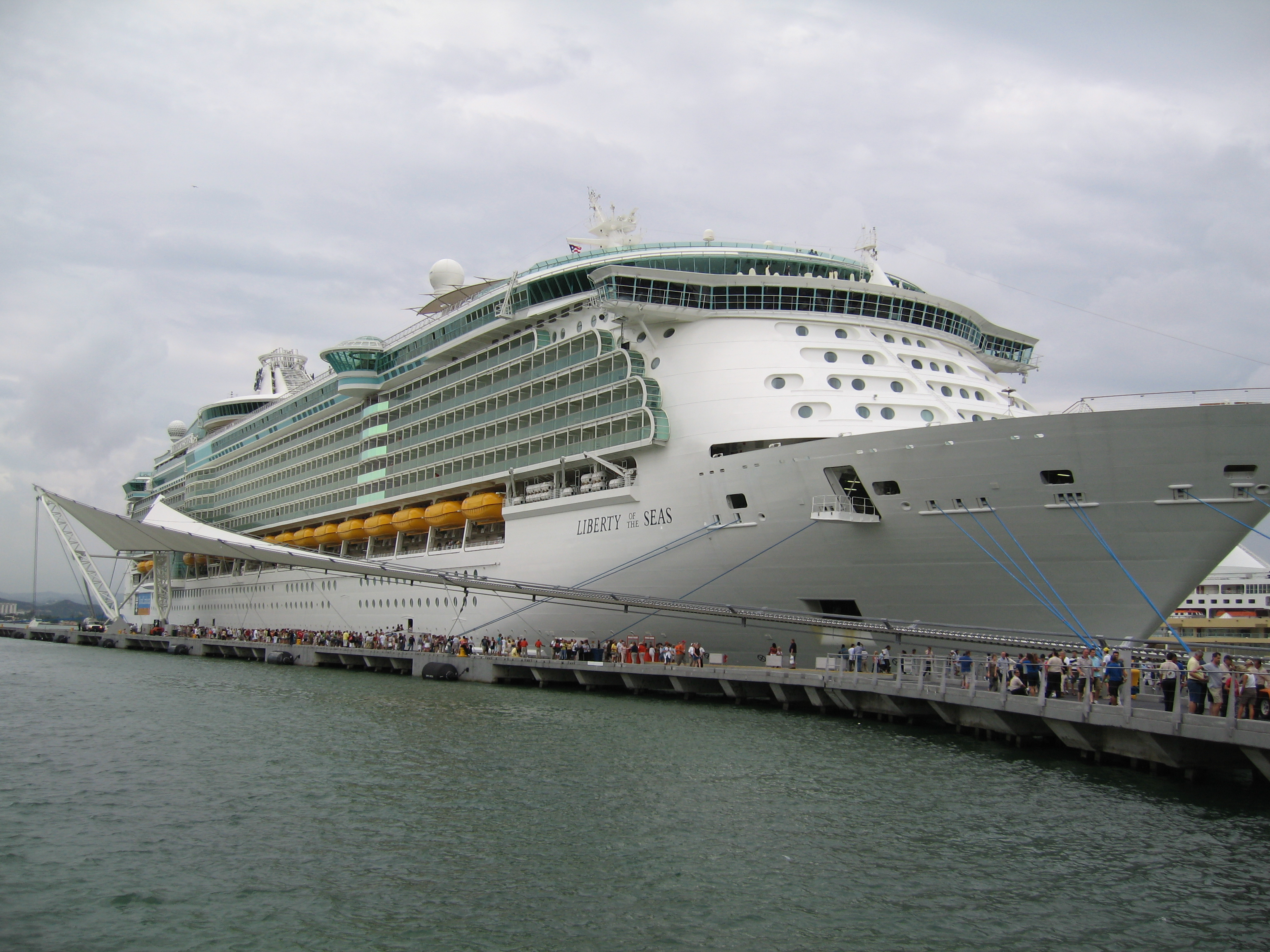
Liberty of the Seas (2015)

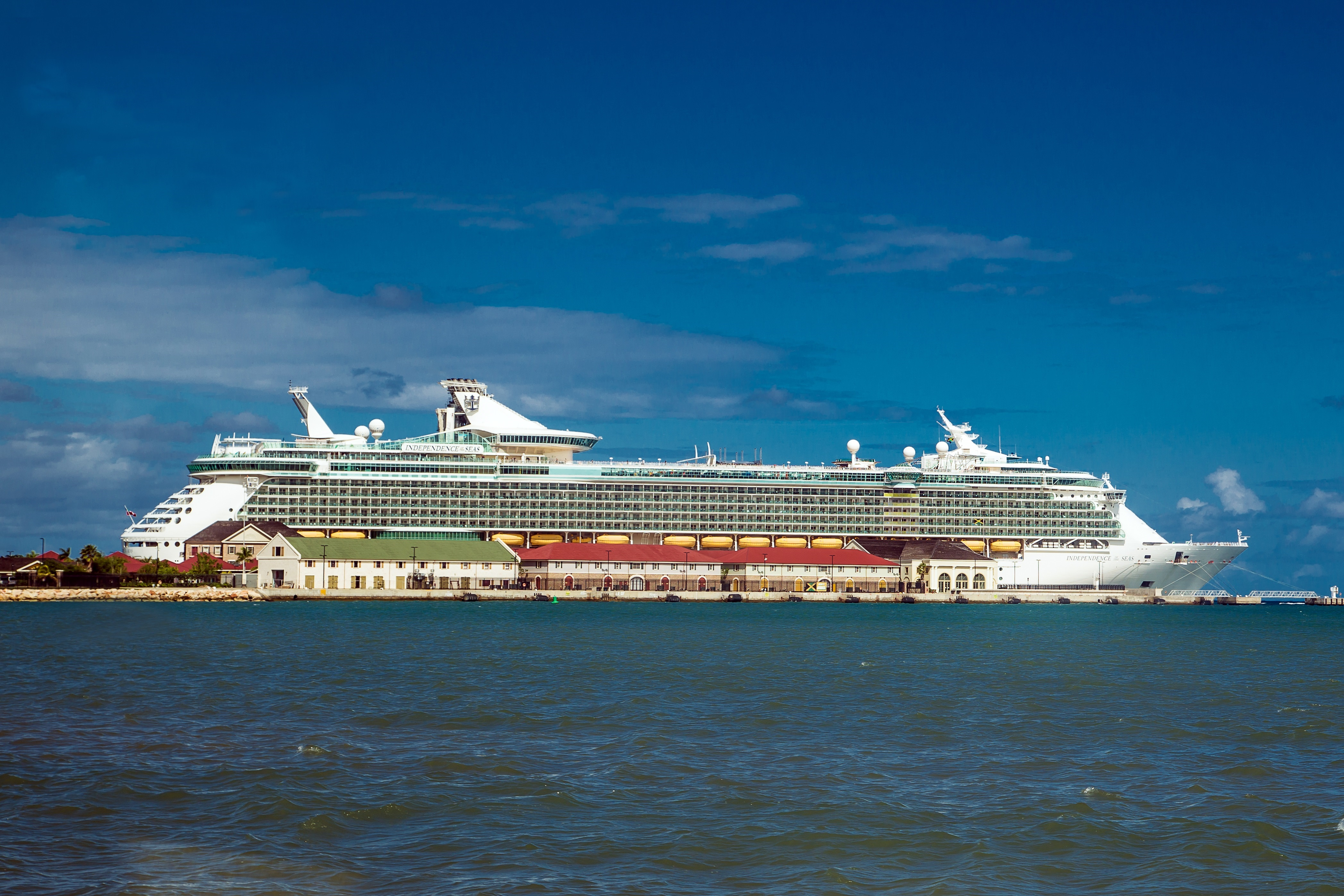
Independence of the Seas (2016–2020)

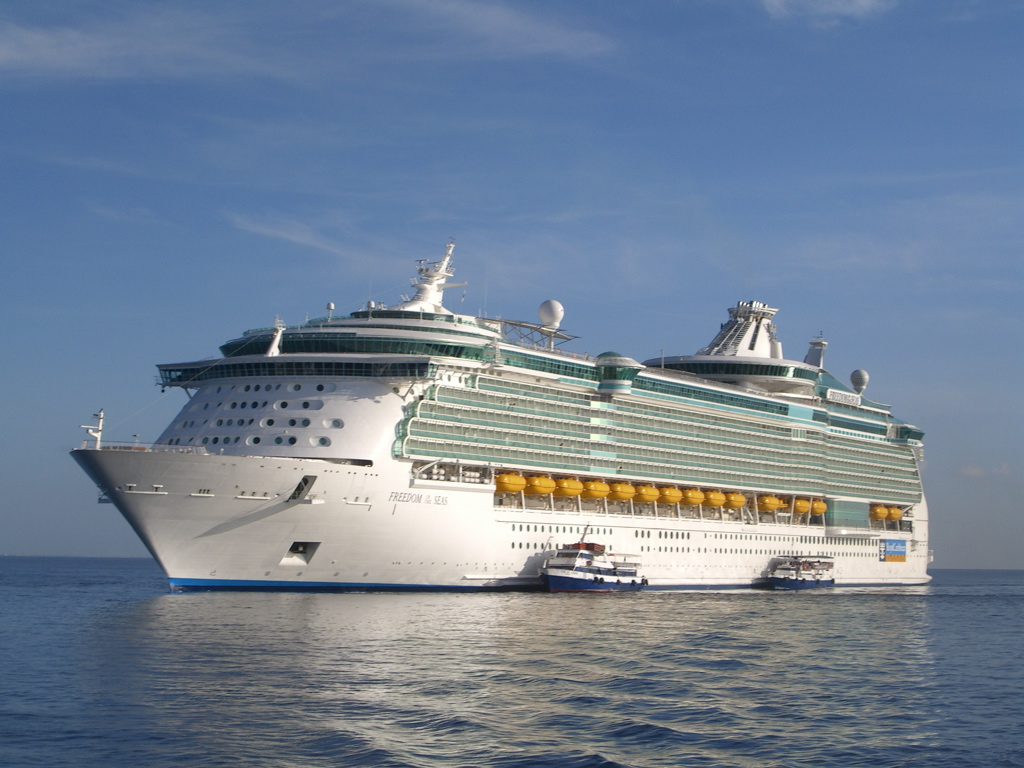
Freedom of the Seas (2023–2024)

70000 Tons of Metal (kurz „70000 Tons“, Eigenschreibweise „70000TONS OF METAL“) ist ein Metal-Musikfestival, das jährlich auf einem Kreuzfahrtschiff stattfindet.

## Geschichte
Erstmals ausgerichtet wurde „70000 Tons of Metal“ im Jahr 2011. Veranstaltungsort dieses bislang größten Metal-Festivals auf einem Schiff war in den Jahren 2011 bis 2014 das Kreuzfahrtschiff Majesty of the Seas. Im Jahr 2015 fand das Festival auf dem Kreuzfahrtschiff Liberty of the Seas statt, 2016 auf der Independence of the Seas. Das Festival fand 2011 bis 2014 von Montag bis Freitag, 2015 und 2016 von Donnerstag bis Montag, wobei die Route stets von Miami (Florida) zu einem touristisch interessanten Ziel in der Karibik und wieder zurück führt. Es traten bisher pro Fahrt je 41 bis 60 Bands aus den unterschiedlichsten Metal-Genres (je zweimal) auf. Inklusive der Besatzung befanden sich auf den bisher ausgetragenen Fahrten zwischen 3500 und 5300 Personen an Bord.
Im August 2011 gaben die Organisatoren von 70000 Tons of Metal bekannt, mit der Barge to Hell vom 3. bis 7. Dezember 2012 ein weiteres Festival auf einem Kreuzfahrtschiff veranstalten zu wollen. Anders als die 70000-Tons-Fahrten war die Barge to Hell nur zu etwa 60 % ausgebucht. Die Route führte von Miami nach Nassau auf den Bahamas; der musikalische Fokus lag auf extremem Metal mit den Spielarten Thrash, Death und Black Metal. Mit dem etablierten Konzept, Bands verschiedener Metalgenres zu verpflichten, stach die Majesty of the Seas vom 28. Januar bis zum 1. Februar 2013 zum dritten Mal im Zuge der 70000 Tons of Metal Kreuzfahrt in See. 2014 fand das Event vom 27. bis 31. Januar statt. 2015 fand es vom 22. bis 26. Januar, 2016 vom 4. bis 8. Februar statt.

## Hintergrund
Initiator und Veranstalter von 70000 Tons of Metal ist der Schweizer Konzertveranstalter Andy Piller. Als junger Erwachsener begann er in seinem ehemaligen Heimartort Flums Konzerte zu veranstalten, was er schließlich zu seinem Beruf machte. Die Idee zu einem Metal-Festival auf einem Schiff kam Piller im Jahr 2006, als er vom Balkon seiner Wohnung mit Blick auf Vancouvers Hafen „eines Abends etwas länger einem Kreuzfahrtschiff hinterherträumte“. In der rund vierjährigen Vorbereitungsphase nahm Piller an mehreren regulären Kreuzfahrten teil, fand Investoren, die das Projekt mit Zuschüssen in Millionenhöhe unterstützten und gründete die Firma Ultimate Cruises, bei der er geschäftsführendes Vorstandsmitglied (CEO) ist.
Das 2010 oftmals aufgekommene Gerücht, dass das 70000 Tons nur einmal stattfinde, dementierte Piller gegenüber dem Stern:

„Ich habe nicht vier Jahre investiert, damit diese Sache einmalig bleibt.“

Weiterhin betonte er, „dass es ein nächstes Mal geben wird und mit ziemlicher Sicherheit auch noch viele danach“. So fand bisher nach dem Debütevent im Januar 2011 die 70000 Tons of Metal-Kreuzfahrt bereits im Januar 2012 ein zweites Mal statt. Im Januar 2013 fand das 70000 Tons of Metal erneut statt und führte von Miami bis zu den Turks- und Caicosinseln. 2014 führte die Route von Miami nach Costa Maya in Mexiko und zurück. 2015 und 2016 ging es von Fort Lauderdale, Florida nach Jamaika (Ocho Rios und Falmouth) und zurück.
Damit ist Piller neben dem seit Jahren etablierten Veranstalter Sixthman der zweite Veranstalter, der regelmäßig Musikfestivals auf Kreuzfahrtschiffen anbietet.

## Line-up und Auftrittssituation
Bei jeder Festivalaustragung treten bis zu 60 Bands auf, wobei keine Genrespezialisierung vorhanden ist. Daher finden sich Bands aus sämtlichen Metal-Genres. Die Hauptbühne auf der Majesty of the Seas stellte das Schiffstheater „A Chorus Line“ über die Decks 5–7 dar. Auf Deck 8 gab es noch eine kleinere Bühne in der „Spectrum“-Lounge und auf Deck 12 mit der „Poolside Stage“ auch eine Open-Air-Bühne. Für die letztere wurde extra ein Pool trockengelegt und überdeckt, um Platz für das Publikum zu schaffen. 2011 war „Poolside Stage“ noch relativ sporadisch konzipiert worden, seit 2012 hingegen war diese deutlich größer und professioneller gestaltet. Auf der Liberty of the Seas während der Ausgabe des Festivals 2015 gab es insgesamt vier Bühnen je auf dem Pooldeck, im Platinum Theater, im Studio B - Ice Rink und in der Sphynx Lounge. Auf der Pool Deck Stage liegt inzwischen das Hauptaugenmerk des Festivals, es handelt sich laut Veranstalter um „the biggest open air stage structure to sail the open seas“ beziehungsweise „die größte Open-Air-Bühne auf den sieben Weltmeeren“.

## Unterkünfte, Preise und Allgemeines
Um das Festival besuchen zu können, ist es primär nur nötig, eine Kabine zu buchen, bei der im Preis dann bereits Verpflegung, alkohol- und kohlensäurefreie Getränke sowie der Eintritt zu allen Auftritten beinhaltet ist. Die günstigsten Tickets (4-Personen-Innenkabine, Deck 2) kosten $666 pro Person (2011), die teuersten (2-Personen-Grand-Suite mit großem Balkon, Deck 10) $2999 (2011), bzw. $3333 (2012 und 2013), ebenfalls pro Person. Dazu kommen noch pro Passagier weitere $249 (2011), bzw. $289 (2012 und 2013) für Steuern, Hafengebühren und weitere Verwaltungskosten. Über die Konzerte hinaus stehen zur Freizeitbewältigung auch ein Fitnessstudio, ein Casino, ein Basketballfeld sowie eine Kletterwand zur Verfügung. Seit 2013 sind bei dem Event die „Pools Girls“ als Hostessen mit dabei, seit 2020 ergänzt durch „Pool Boys“.

## Rezeption
Zuerst zeigten sich die Reederei und die Crew 2011 skeptisch ob des ungewöhnlichen Reisepublikums. Durch das unerwartet freundliche und gesittete Verhalten der Gäste und den wirtschaftlichen Erfolg des gesamten Festivals änderte sich die Meinung aber grundlegend. Die nationale und internationale (Fach-)Presse berichtete bereits 2011 ausführlich über das 70000 Tons of Metal. Neben dem Metal Hammer berichteten auch der Stern, RTL, der Norddeutsche Rundfunk und das ZDF teils sehr ausführlich über das Event. 2012 wurden Dokumentationen über das Festival unter anderem durch CNN, Sat.1 und 1 Live produziert. Die renommiertesten Formate, die im Jahr 2013 über die Kreuzfahrt berichteten, waren Aardschok, Blick.ch, CNN, die Lingener Tagespost, Metal Hammer, Rock Hard, Spiegel Online und die Süddeutsche Zeitung.
Seit 2013 werden in der Ostsee nach einem vergleichbaren Konzept die Full-Metal-Cruise-Kreuzfahrten durchgeführt. Inwiefern die Veranstalter von 70000 Tons of Metal inspiriert wurden, ist unklar.

## Reisen

### Reiseverlauf 2011

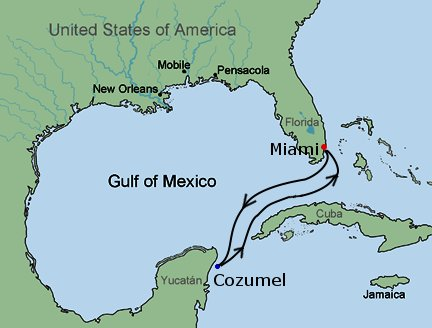
Route der Majesty of the Seas bei 70000 Tons of Metal

Im Jahr 2011 fand das Festival zwischen dem 24. und 28. Januar statt. Die Reiseroute verlief von Miami (Florida) nach Cozumel (Mexiko) und wieder zurück. 42 Bands traten auf. An Bord waren 2038 Gäste aus 49 Nationen, dazu kamen Journalisten, Techniker etc. sowie das Schiffspersonal, so dass die Gesamtpersonenanzahl 3571 Teilnehmer betrug.

#### Line-up
An den vier Tagen spielten 42 Bands, verteilt auf drei Bühnen, wobei jede Band zwei Auftritte absolvierte. Das Line-up bestand aus folgenden Bands:
Agent Steel, Amon Amarth, Arsis, Blackguard, Blind Guardian, Circle II Circle, Cripper, Dark Tranquillity, Death Angel, Destruction, DuskMachine, Ensiferum, Epica, Exodus, Fear Factory, Finntroll, Forbidden, Gamma Ray, Iced Earth, Korpiklaani, Malevolent Creation, Marduk, Moonspell, Nevermore, Obituary, Rage, Raven, Sabaton, Sanctuary, Saxon, Sodom, Sonata Arctica, Swashbuckle, Testament, The Absence, Trouble, Twilight of the Gods, Týr, Uli Jon Roth, Unleashed, Voivod und Witchburner.
Die Hauptbühne stellte das Schiffstheater „A Chorus Line“ über die Decks 5–7 dar. Auf Deck 8 gab es noch eine kleinere Bühne in der „Spectrum“-Lounge und auf Deck 12 mit der „Poolside Stage“ auch eine Open-Air-Bühne.

#### Unterkünfte, Besucher und Statistisches

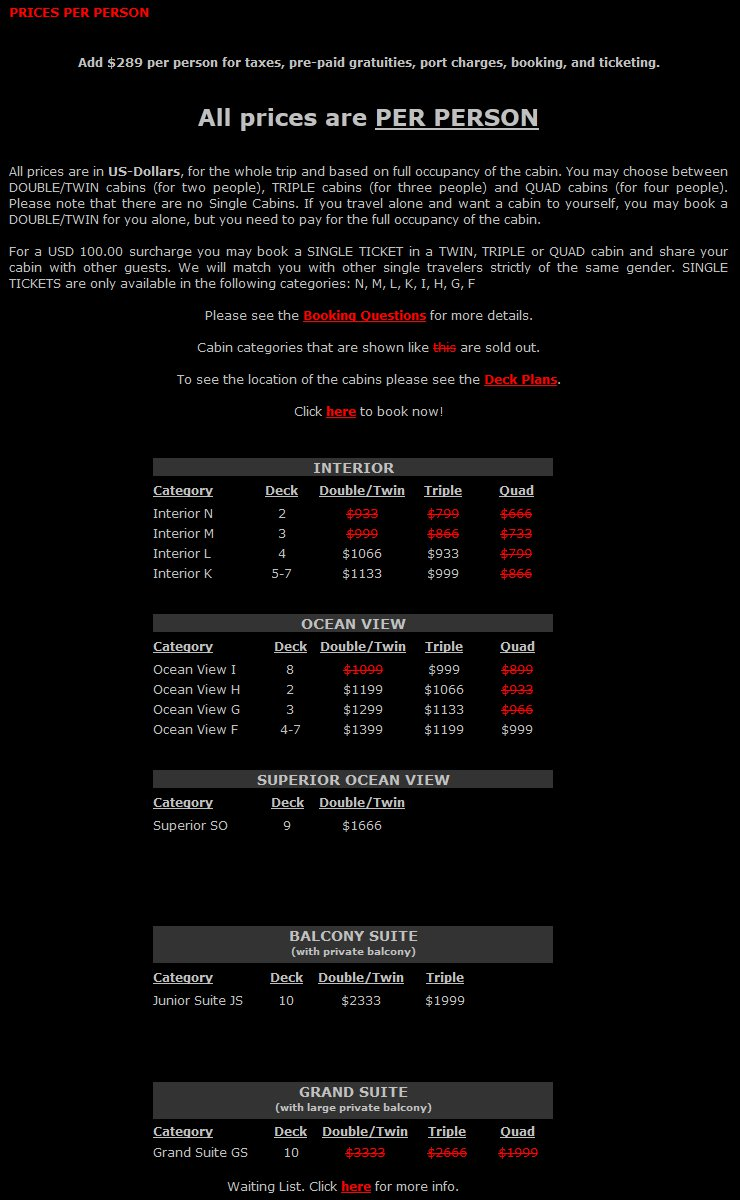
Preisliste des 70000 Tons 2012

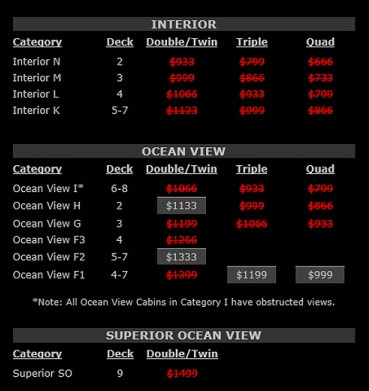
Preisliste des 70000 Tons 2013

An dem Festival nahmen 2038 Besucher aus 49 Ländern teil. Mit einem Anteil von rund 30 % stammten die meisten aus den Vereinigten Staaten. Die zweitgrößte Besuchergruppe kam bei einem Anteil von etwa 17 % aus Deutschland. Ebenfalls stark vertreten waren Besucher aus Kanada (12 %) und Australien (7 %). Die übrigen Besucher, welche noch 36 % der Gesamtbesucheranzahl ausmachten, stammten aus Argentinien, Belgien (34), Bolivien, Bosnien, Brasilien, Bulgarien, Chile, Volksrepublik China, Costa Rica, Dänemark, Dominikanische Republik, Estland, Färöer, Finnland, Frankreich, Griechenland, Großbritannien, Hongkong, Irland, Israel, Italien, Japan, Kolumbien, Luxemburg, Mexiko, Niederlande (86), Neuseeland, Norwegen, Österreich, Peru, Philippinen, Polen, Portugal, Rumänien, Russland, Saudi-Arabien, Slowakei, Slowenien, Südafrika, Spanien, Schweden, Schweiz, Tschechien, Türkei und Ungarn. Weiterhin waren rund 100 Journalisten, die technischen Crews der Bands und die gut 900 Mann starke Schiffsbesatzung mit an Bord, so dass sich die Gesamtpersonenkapazität auf 3571 Teilnehmer belief.

#### Rezeption
Dem 70000 Tons of Metal kam eine große nationale und internationale Wahrnehmung durch die Presse zu. Insgesamt befanden sich rund 100 Journalisten aus aller Welt an Bord. Neben zahlreichen Szenemagazinen, sowohl in gedruckter als auch in Online-Form, berichtete auch die allgemeine Presse teils sehr ausführlich. Im deutschsprachigen Raum geschah dies unter anderem durch den Stern, RTL, den Norddeutschen Rundfunk, und das ZDF. Letzteres drehte neben einem kurzen Beitrag für das Heute-journal auch eine halbstündige Dokumentation für den ZDFinfokanal mit dem Titel Heavy Metal auf dem Traumschiff.

#### Dokumentationen
- Peter Theisen, Harald Hamm: Heavy Metal auf dem Traumschiff, ZDF 2011, 29.52 Minuten
- Das Alptraumschiff (Radioreportage), NDR 2011, 7.30 Minuten

### Reiseverlauf 2012

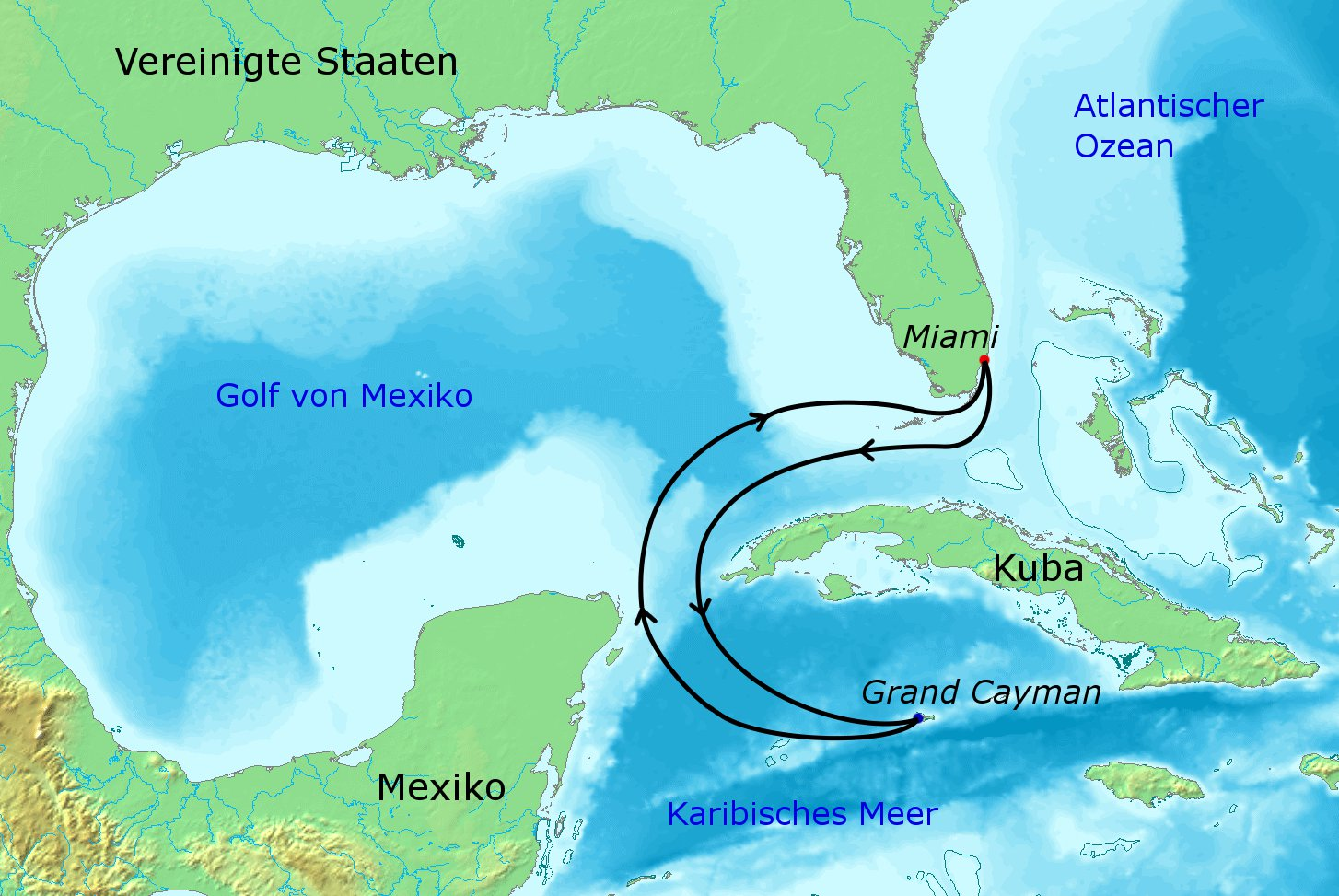
Route der Majesty of the Seas bei 70000 Tons of Metal 2012

2012 fand das Festival zwischen dem 23. und 27. Januar statt. Die Reiseroute verlief von Miami (Florida) nach George Town auf Grand Cayman (Kaimaninseln) und wieder zurück. Es traten wie auch 2011 42 Bands auf; die Besucheranzahl stieg zudem minimal auf 2051 Personen. Die Gesamtpersonenanzahl blieb in etwa dieselbe wie im Vorjahr.

#### Line-up
An den vier Tagen spielten 42 Bands, verteilt auf drei Bühnen, wobei jede Band zwei Auftritte absolvierte. Das Line-up bestand aus folgenden Bands:
Alestorm, Amorphis, Annihilator, Atheist, Candlemass, Cannibal Corpse, Channel Zero, Children of Bodom, Coroner, Crowbar, Dark Funeral, Diamond Plate, Edguy, Eluveitie, Exciter, God Dethroned, Grave Digger, Hammerfall, In Extremo, Kamelot, Kataklysm, Massacre, Megora, Moonsorrow, My Dying Bride, Nightwish (mit Troy Donockley), Orphaned Land, Overkill, Pestilence, Pretty Maids, Riot, Samael, Sapiency, Stratovarius, Suffocation, Tankard, Therion, Tristania, Venom, Vicious Rumors, Virgin Steele und Whiplash. Am 30. Dezember 2011 war bekannt gegeben worden, dass Pentagram, eine der ersten bestätigten Bands, ihren Auftritt aus familiären Gründen absagen mussten, ein Ersatz wurde aber gefunden.
Die Hauptbühne stellte das Schiffstheater „A Chorus Line“ über die Decks 5–7 dar. Auf Deck 8 gab es noch eine kleinere Bühne in der „Spectrum“-Lounge und auf Deck 12 mit der „Poolside Stage“ auch eine Open-Air-Bühne. Für letztere wird extra ein Pool trockengelegt und überdeckt, um Platz für das Publikum zu schaffen. 2012 fiel die „Poolside Stage“ zudem deutlich größer und professioneller aufgebaut als noch im Vorjahr aus.

#### Unterkünfte, Besucher und Statistisches
An dem Festival nahmen 2051 (13 mehr als 2011) Besucher aus 55 Ländern teil. Der prozentuale Anteil der Personen, die bereits 2011 das 70000 Tons besucht haben, lag bei 51 %. Der Anteil von deutschen Staatsbürgern stieg von 17 % auf 25 %; der der US-Amerikaner fiel von 30 % auf 25 %, so dass aus diesen Nationen bereits 50 % der Gäste kamen. Die übrigen Besucher stammten aus Andorra, Argentinien, Australien, Ägypten, Belgien, Bolivien, Brasilien, Bulgarien, Chile, Volksrepublik China, Costa Rica, Dänemark, Ecuador, Finnland, Frankreich, Griechenland, Großbritannien, Hongkong, Irland, Island, Israel, Italien, Japan, Kanada, Kirgisistan, Kolumbien, Kuba, Libanon, Luxemburg, Mexiko, Niederlande, Neuseeland, Norwegen, Österreich, Panama, Peru, Polen, Portugal, Rumänien, Russland, Saudi-Arabien, Sierra Leone, Slowakei, Slowenien, Südafrika, Südkorea, Spanien, Schweden, Schweiz, Trinidad und Tobago, Tschechien, Türkei Ukraine, Ungarn und Venezuela. Die drittmeisten Besucher kamen hinter den deutschen und US-amerikanischen aus Kanada. Auf Platz vier, gemessen an den absoluten Besucherzahlen lag die Schweiz; es folgten die Niederlande, Finnland, Australien, Schweden, Mexiko und auf Platz zehn Belgien. Die Altersspanne der Gäste betrug 13 bis 63 Jahre (ohne das einjährige Kind von Anette Olzon).
Weiterhin waren rund 100 Journalisten, 452 Personen, die Bands oder deren technischen Crews angehörten, sowie die 879 Mann starke Schiffsbesatzung mit an Bord, so dass sich die Gesamtpersonenkapazität auf rund 3500 Teilnehmer belief.
Verglichen mit 2011 haben sich die Preise 2012 teilweise leicht erhöht. Erneut war es de facto nur notwendig, eine Kabine zu buchen. Im Preis dafür inbegriffen waren bereits Verpflegung, alkohol- und kohlensäurefreie Getränke sowie der Eintritt zu allen Auftritten. Die günstigsten Tickets (4-Personen-Innenkabine, Deck 2) waren für $ 666 pro Person zu haben, die teuersten (2-Personen-Grand-Suit mit großem Balkon, Deck 10) für $ 3333, ebenfalls pro Person. Dazu kamen jedoch noch pro Passagier weitere $ 289 für Steuern, Hafengebühren und weitere Verwaltungskosten.
Über die Konzerte hinaus standen zur Freizeitbewältigung auch ein Fitnessstudio, ein Casino, ein Basketballfeld sowie eine Kletterwand zur Verfügung.

#### Rezeption
Wie auch im Jahr 2011 waren 2012 wieder zahlreiche Journalisten, sowohl von der Fachpresse als auch von der allgemeinen Presse beim 70000 Tons of Metal dabei, um darüber zu berichten. Die bedeutendsten Formate waren in diesem Jahr Aardschok, CNN, 1 Live, Het Laatste Nieuws, iMusic1, Kieler Nachrichten, Metal Hammer, Rock Hard und Sat.1. Teilweise wurden von diesen Berichte abgedruckt oder Video-Reportagen veröffentlicht.

#### Dokumentationen
- 70,000 Tons of Heavy Metal, Percy von Lipinski, CNN 2012, 4.32 Minuten (englisch)
- „70.000 tons of metal“: Ein Boot, 40 Bands, 2000 Fans, Janine Horsch, Till Haase, Marion Quandt, 1 Live 2012, 38.02 Minuten (deutsch)
- Metal-Kreuzfahrt, Sat.1, 2012, 5.29 Minuten (deutsch)

### Reiseverlauf 2013

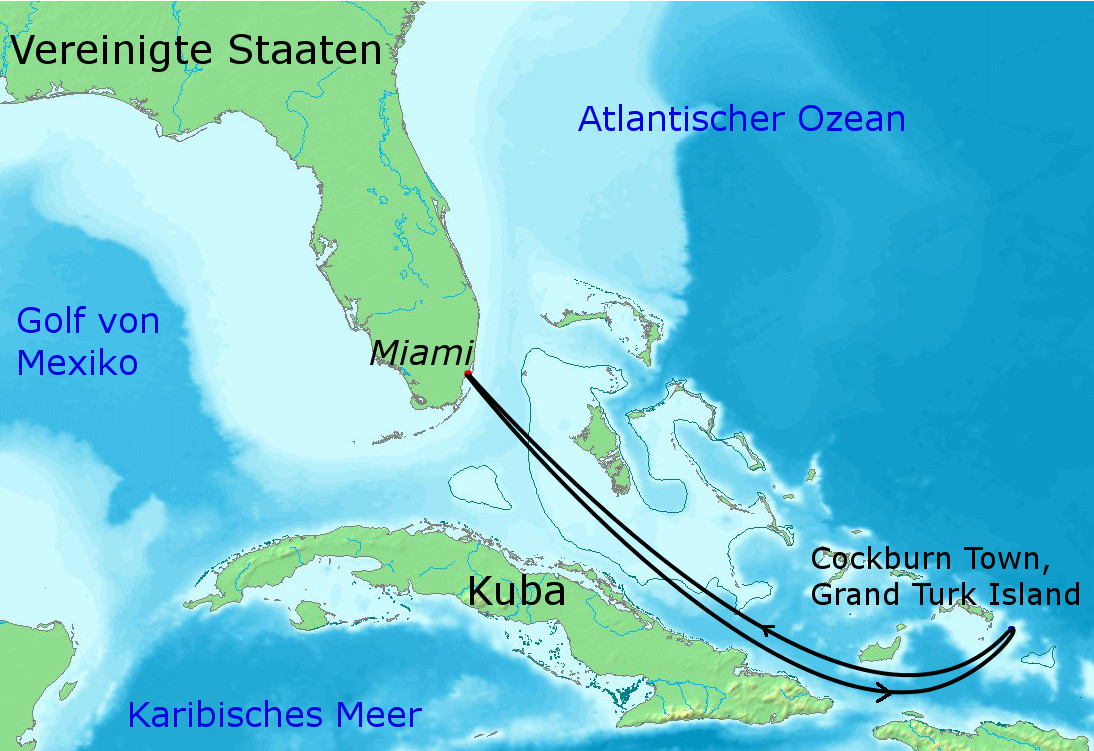
Route der Majesty of the Seas bei 70000 Tons of Metal 2013

2013 fand das Festival vom 28. Januar 2013 bis zum 1. Februar 2013 statt. Die Reiseroute verlief von Miami (Florida) nach Cockburn Town auf Grand Turk Island (Turks-Inseln) und wieder zurück. Es traten 41 Bands auf; auch die Besucheranzahl sank auf 2037 Personen. Die Gesamtpersonenanzahl betrug 3395 Personen.

#### Line-up und Auftrittssituation
An den vier Tagen spielten 41 Bands, verteilt auf drei Bühnen, wobei jede Band zwei Auftritte absolvierte. Das Line-up bestand aus folgenden Bands:
3 Inches of Blood, Anaal Nathrakh, Anacrusis, Angra (mit Fabio Lione), Arkona, Cryptopsy, Delain, Die Apokalyptischen Reiter, Doro, DragonForce, Ektomorf, Ensiferum, Etecc, Evergrey, Fatal Smile, Flotsam and Jetsam, Gotthard, Heidevolk, Helloween, Helstar, Holy Grail, Immolation, In Flames, Inquisition, Kreator, Lacuna Coil, Lizzy Borden, Metal Church, Nightmare, Nile, Onslaught, Rage and Lingua Mortis Orchestra, Sabaton (mit Snowy Shaw, Ex-Therion), Sinister, Steel Engraved, Subway to Sally, Threat Signal, Tiamat, Turisas, Týr und Unexpect. Besonderheiten stellten die Auftritte der Band Rage dar, die mit einem 15-köpfigen Orchester auftrat, und nach 2011 bereits zum zweiten Mal Teil der Cruise war. Ebenfalls nicht zum ersten Mal dabei waren Ensiferum und Sabaton, die beide bereits 2011 auftraten. Als Special wurde Jeff Waters von Annihilator für die Reise gebucht, der zusammen mit anderen Musikern, u. a. Doro, Christina Scabbia (Lacuna Coil), Petri Lindroos (Ensiferum) und Victor Smolski (Rage), eine Jam-Session auf dem Schiff unter dem Namen Jamming With Waters in International Waters abhielt. Die weiteren Musiker konnten auf der Facebook-Seite von 70.000 Tons of Metal votiert werden. Außergewöhnlich war zudem der Auftritt von der ukrainischen Pianistin Viktoriya Yermolyeva, die auf dem Flügel im Foyer des Schiffs bekannte Metallieder coverte.
Die Hauptbühne stellte das Schiffstheater „A Chorus Line“ über die Decks 5–7 dar. Auf Deck 8 gab es noch eine kleinere Bühne in der „Spectrum“-Lounge und auf Deck 12 mit der „Poolside Stage“ auch eine Open-Air-Bühne. Für letztere wird extra ein Pool trockengelegt und überdeckt, um Platz für das Publikum zu schaffen. 2012 fiel die „Poolside Stage“ zudem deutlich größer und professioneller aufgebaut als noch im Vorjahr aus.

#### Unterkünfte, Besucher und Statistisches
An dem Festival nahmen 2037 (2011: 2038, 2012: 2051) Besucher aus 55 Ländern oder autonomen Regionen teil. Von diesen waren 36 % Weiblich und 64 % Männlich bei einer Altersspanne von Einem bis 71 Jahren. Folgende Nationen waren vertreten: Andorra, Argentinien, Aruba, Australien, Belgien, Bolivien, Bosnien und Herzegowina, Brasilien, Bulgarien, Chile, Volksrepublik China, Costa Rica, Dänemark, Deutschland, Färöer, Finnland, Frankreich, Gibraltar, Griechenland, Großbritannien, Honduras, Indien, Irland, Italien, Japan, Kanada, Liechtenstein, Luxemburg, Mexiko, Niederlande, Neuseeland, Norwegen, Österreich, Panama, Peru, Polen, Portugal, Puerto Rico, Rumänien, Russland, Saudi-Arabien, Schweden, Schweiz, Slowakei, Slowenien, Spanien, Südafrika, Südkorea, Suriname, Trinidad und Tobago, Tschechien, Ukraine USA und Vereinigte Arabische Emirate. Die meisten Besucher an Bord waren zum ersten Mal Deutsche, gefolgt von US-Amerikanern, Kanadiern, Finnen, Niederländern, Mexikanern, Australiern, Belgiern, Briten und Kolumbianern.
Weiterhin kamen Personen 466 Personen, die Bands oder deren technischen Crews angehörten, sowie die 892 Mann starke Schiffsbesatzung dazu, so dass sich die Gesamtpersonenkapazität auf 3395 Personen belief.
Verglichen mit 2011 sind die Preise in diesem Jahr teilweise um bis zu $ 200 (Superior-Ocean-View, 2 Personen, Deck 9) pro Kabine gesunken. Wie gewohnt war es de facto nur notwendig, eine Kabine zu buchen. Im Preis dafür inbegriffen waren bereits Verpflegung, alkohol- und kohlensäurefreie Getränke sowie der Eintritt zu allen Auftritten. Die günstigsten Tickets (4-Personen-Innenkabine, Deck 2) waren für $ 666 pro Person zu haben, die teuersten (2-Personen-Grand-Suit mit großem Balkon, Deck 10) für $ 3333, ebenfalls pro Person. Dazu kamen noch pro Passagier weitere $ 289 für Steuern, Hafengebühren und weitere Verwaltungskosten. Über die Konzerte hinaus standen zur Freizeitbewältigung auch ein Fitnessstudio, ein Casino, ein Basketballfeld sowie eine Kletterwand zur Verfügung. Neu in diesem Jahr waren die Pools Girls, die als Hostessen dabei waren. Sie trugen Bikinis von der Szenemarke Toxic Vision und verteilten gratis Sonnencreme.

#### Rezeption
Wie in den Vorjahren waren zahlreiche Journalisten, sowohl von der Fachpresse als auch von der allgemeinen Presse, beim 70000 Tons of Metal dabei, um darüber zu berichten. Die bedeutendsten Formate waren in diesem Jahr Aardschok, Blick.ch, CNN, die Lingener Tagespost, Metal Hammer, Rock Hard, Spiegel Online und die Süddeutsche Zeitung. Bis auf den Beitrag von CNN, der eine kurze Videodokumentation darstellt, veröffentlichten alle anderen Print- und Webzines schriftliche Berichte des Festivals sowie teilweise auch Bildergalerien.

#### Dokumentationen
- 70,000 Tons of Heavy Metal, Percy von Lipinski, CNN 2013, 4.33 Minuten (englisch)
- Offizielle Bilder des Fotografen, Michael Jagla

### Reiseverlauf 2014
2014 fand das Festival vom 27. Januar bis zum 31. Januar statt. Die Reiseroute verlief von Miami (Florida) nach Costa Maya, Mexiko und wieder zurück. Es traten 41 Bands auf. Die Besucherzahl betrug 2051 Personen. Die Gesamtpersonenzahl betrug 3378 Personen.

#### Line-up
An den vier Tagen spielten 42 Bands, verteilt auf drei Bühnen, wobei jede Band zwei Auftritte absolvierte. Das Line-up bestand aus folgenden Bands:
Atrocity, Bonfire, Carcass, Cripper, Cynic, Dark Tranquillity, Death Angel, Death, D.R.I., Fear Factory, Finntroll, Freedom Call, Gloryhammer, Haggard, Hatesphere, Izegrim, Keep of Kalessin, Leaves’ Eyes, Massacre, Nekrogoblikon, Novembers Doom, Obituary, Orphaned Land, Overkill, Poltergeist, Raven, Rising Storm, Satyricon, Septicflesh, Soilwork, Swallow the Sun, Swashbuckle, Symphony X, Terrorizer, Pungent Stench, The Haunted, Twilight Of The Gods, Unearth, Vicious Rumors, Victory, Xandria.
Die Hauptbühne stellte das Schiffstheater „A Chorus Line“ über die Decks 5–7 dar. Auf Deck 8 gab es noch eine kleinere Bühne in der „Spectrum“-Lounge und auf Deck 12 mit der „Poolside Stage“ auch eine Open-Air-Bühne. Für letztere wird extra ein Pool trockengelegt und überdeckt, um Platz für das Publikum zu schaffen.

#### Besucher und Statistisches
An dem Festival nahmen 2051 Besucher aus 62 Ländern teil.
Folgende Nationen waren vertreten: Ägypten, Andorra, Argentinien, Australien, Belarus, Belgien, Bolivien, Bosnien und Herzegowina, Brasilien, Bulgarien, Chile, Costa Rica, Dänemark, Deutschland, Ecuador, Estland, Finnland, Frankreich, Griechenland, Honduras, Hongkong, Indien, Irland, Israel, Italien, Japan, Kanada, Kolumbien, Kuwait, Kirgisien, Luxemburg, Mazedonien, Mexiko, Niederlande, Neuseeland, Nicaragua, Norwegen, Österreich, Panama, Peru, Polen, Portugal, Puerto Rico, Rumänien, Russland, Saudi-Arabien, Serbien, Slowakei, Slowenien, Südafrika, Spanien, Schweden, Schweiz, Trinidad und Tobago, Tschechische Republik, Türkei, Ukraine, Ungarn, Venezuela, Vereinigte Arabische Emirate, Vereinigtes Königreich, Vereinigte Staaten

### Reiseverlauf 2015

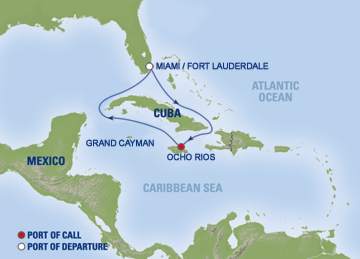
Route der Liberty of the Seas bei 70000 Tons of Metal 2015

2015 fand das Festival vom 22. Januar bis zum 26. Januar statt. Die Reiseroute verlief von Fort Lauderdale, Florida nach Ocho Rios, Jamaika und wieder zurück. Es traten 60 Bands auf; die Besucherzahl stieg auf 3014 Personen. Die Gesamtpersonenzahl betrug 5270 Personen.

#### Line-up
An den vier Tagen spielten 60 Bands, verteilt auf drei Bühnen, wobei jede Band zwei Auftritte absolvierte. Das Line-up bestand aus folgenden Bands:
1349, Alestorm, Amorphis, Annihilator, Anvil, Apocalyptica, Arch Enemy, Artillery, Behemoth, Blind Guardian, Cannibal Corpse, Chimaira, Crucified Barbara, D-A-D, Einherjer, Ensiferum, Equilibrium, Gama Bomb, God Dethroned, Grave Digger, Heathen, In Extremo, Jungle Rot, Kataklysm, Korpiklaani, Lake of Tears, Michael Schenker’s Temple of Rock, Melechesh, Monstrosity, Municipal Waste, Napalm Death, Origin, Pretty Maids, Primal Fear, Refuge, Riot, Soulfly, Tank, Therion, Threshold, Triosphere, Trollfest, Trouble, Venom, Whiplash, Wintersun

#### Besucher und Statistisches
An dem Festival nahmen 3014 Besucher aus 70 Ländern teil:
Ägypten, Andorra, Argentinien, Australien, Belgien, Bolivien, Brasilien, Bulgarien, Chile, Costa Rica, Dänemark, Deutschland, Ecuador, El Salvador, Estland, Finnland, Frankreich, Griechenland, Guatemala, Hongkong, Indien, Irland, Israel, Italien, Japan, Kanada, Kirgisien, Kolumbien, Kroatien, Kuwait, Luxemburg, Mazedonien, Mexiko, Moldawien, Niederlande, Neuseeland, Nicaragua, Norwegen, Österreich, Panama, Peru, Philippinen, Polen, Portugal, Puerto Rico, Rumänien, Russland, Saudi-Arabien, Schweden, Schweiz, Serbien, Singapur, Slowakei, Slowenien, Südafrika, Spanien, Sri Lanka, Thailand, Trinidad und Tobago, Tschechien, Türkei, Ukraine, Ungarn, Usbekistan, Vereinigte Arabische Emirate, Vereinigtes Königreich, Vereinigte Staaten, Venezuela

### Reiseverlauf 2016

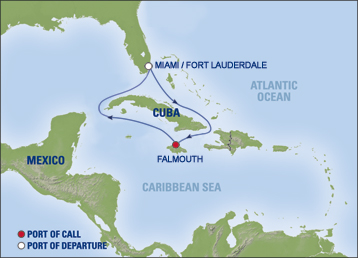
Reiseroute 70000 TONS OF METAL 2016

2016 fand das Festival vom 4. Februar bis zum 8. Februar statt. Die Reiseroute verlief von Fort Lauderdale, Florida nach Falmouth, Jamaika und wieder zurück. Es traten 60 Bands auf; die Besucherzahl betrug 3007 Personen. Die Gesamtpersonenzahl betrug 5261 Personen.

#### Line-up
An den vier Tagen spielten 60 Bands, verteilt auf drei Bühnen, wobei jede Band zwei Auftritte absolvierte. Das Line-up bestand aus folgenden Bands:
Abinchova, Ancient Rites, Arkona, At the Gates, Aura Noir, Belphegor, Bloodbath, Carach Angren, Children of Bodom, Cradle of Filth, Dead Cross, Delain, Dia de Los Muertos, Diamond Head. Distillator, DragonForce, Eluveitie, Epica, Fallujah, Firewind, Fleshgod Apocalypse, Gamma Ray, Ghoul, Hammerfall, Holy Moses, Iced Earth, Incantation, Insomnium, Jag Panzer, Katatonia, Koyi k Utho, Krisiun, Lacuna Coil, Manilla Road, Moonspell, My Dying Bride, Nervosa, No Raza, Novembers Doom, Painful, Paradise Lost, Raven, Rhapsody of Fire, Rotting Christ, Samael, Skálmöld, Sodom, Squealer, Starkill, Stratovarius, Subway to Sally, Susperia, Thyrfing, Tsjuder, Turisas, Twilight Force, Týr, Vader, Vallenfyre, Visions of Atlantis

#### Besucher und Statistisches
An dem Festival nahmen 3007 Besucher aus 72 Ländern teil:
Ägypten, Andorra, Argentinien, Australien, Bahamas, Belarus, Belgien, Bolivien, Brasilien, Bulgarien, Chile, Costa Rica, Dänemark, Deutschland, Ecuador, El Salvador, Estland, Färöer, Finnland, Frankreich, Griechenland, Guatemala, Honduras, Hongkong, Honduras, Indien, Iran, Irland, Israel, Italien, Japan, Jordanien, Kanada, Katar, Kirgisien, Kolumbien, Kroatien, Kuba, Luxemburg, Malta, Mexiko, Moldawien, Niederlande, Neuseeland, Nicaragua, Norwegen, Österreich, Palästina, Panama, Peru, Polen, Portugal, Puerto Rico, Rumänien, Russland, Schweden, Schweiz, Serbien, Slowakei, Slowenien, Südafrika, Spanien, Sri Lanka, Trinidad und Tobago, Tschechien, Türkei, Ukraine, Vereinigte Arabische Emirate, Vereinigtes Königreich, Vereinigte Staaten, Venezuela

### Reiseverlauf 2017

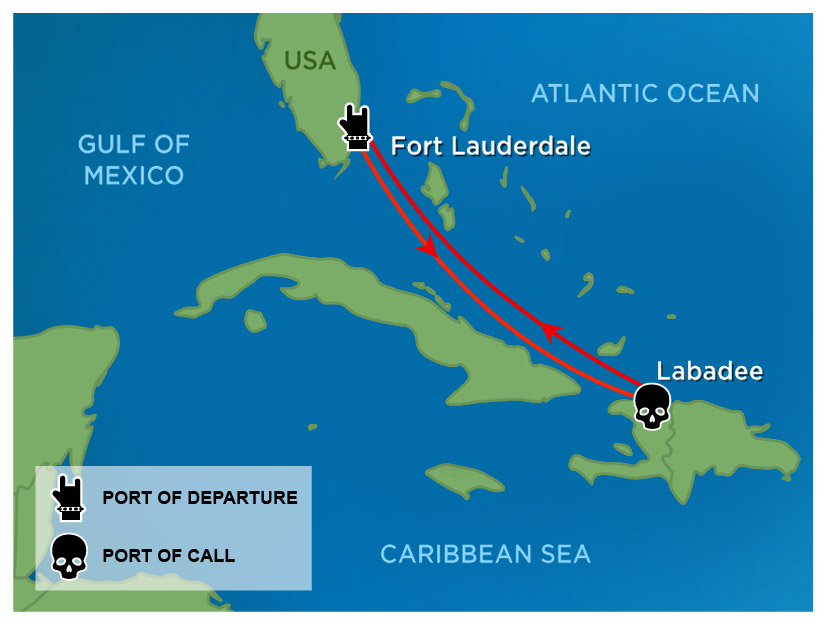
Reiseverlauf 70000 Tons of Metal 2017

2017 fand das Festival vom 2. bis zum 6. Februar statt. Die Reiseroute verlief von Fort Lauderdale, Florida, nach Labadee, Haiti, und wieder zurück. Es traten 61 Bands auf; die Besucherzahl betrug 3022 Personen. Die Gesamtpersonenzahl betrug 5448 Personen.

#### Line-up
An den vier Tagen spielten 61 Bands, verteilt auf vier Bühnen, wobei jede Band zwei Auftritte absolvierte. Das Line-up bestand aus folgenden Bands:
Allegaeon, Amaranthe, Amorphis, Angra, Annihilator, Anthrax, Arch Enemy, Avatarium, Axxis, Carcass, Cattle Decapitation, Cruachan, Cryptex, Cryptopsy, Dalriada, Death Angel, Demolition Hammer, Devil Driver, Draconian, Dying Fetus, Edenbridge, Einherjer, Equilibrium, Ghost Ship Octavius, Grave, Grave Digger, Haggard, Kalmah, Kamelot, Manegarm, Marduk, Misery Loves Co., Moonsorrow, Mors Principium Est, Nightmare, Omnium Gatherum, Orden Ogan, Orphaned Land, Overkill, Pain, Powerglove, Psycroptic, Revocation, Saltatio Mortis, Scar Symmetry, Serenity, Stam1na, Striker, Stuck Mojo, Suffocation, Testament, Therion, Total Death, Touch The Sun, Trauma, Trollfest, Uli Jon Roth, Unleashed, Vreid, Witchtrap, Xandria

#### Besucher und Statistisches
An dem Festival nahmen 3022 Besucher aus 74 Nationen teil:
Ägypten, Andorra, Argentinien, Australien, Belarus, Belgien, Bolivien, Brasilien, Bulgarien, Chile, Costa Rica, Dänemark, Deutschland, Dominikanische Republik, Ecuador, El Salvador, Estland, Finnland, Frankreich, Griechenland, Guatemala, Honduras, Hongkong, Indien, Iran, Irland, Israel, Italien, Japan, Kanada, Katar, Kolumbien, Kroatien, Kuba, Libanon, Litauen, Luxemburg, Malta, Mexiko, Moldawien, Neukaledonien, Niederlande, Neuseeland, Nicaragua, Norwegen, Österreich, Panama, Peru, Philippinen, Polen, Portugal, Puerto Rico, Rumänien, Russland, Saudi-Arabien, Singapur, Slowakei, Südafrika, Spanien, Sri Lanka, Schweden, Schweiz, Tschechien, Trinidad und Tobago, Tunesien, Türkei, Ukraine, Ungarn, Vereinigte Arabische Emirate, Vereinigtes Königreich, Vereinigte Staaten, Venezuela, Volksrepublik China

### Reiseverlauf 2018

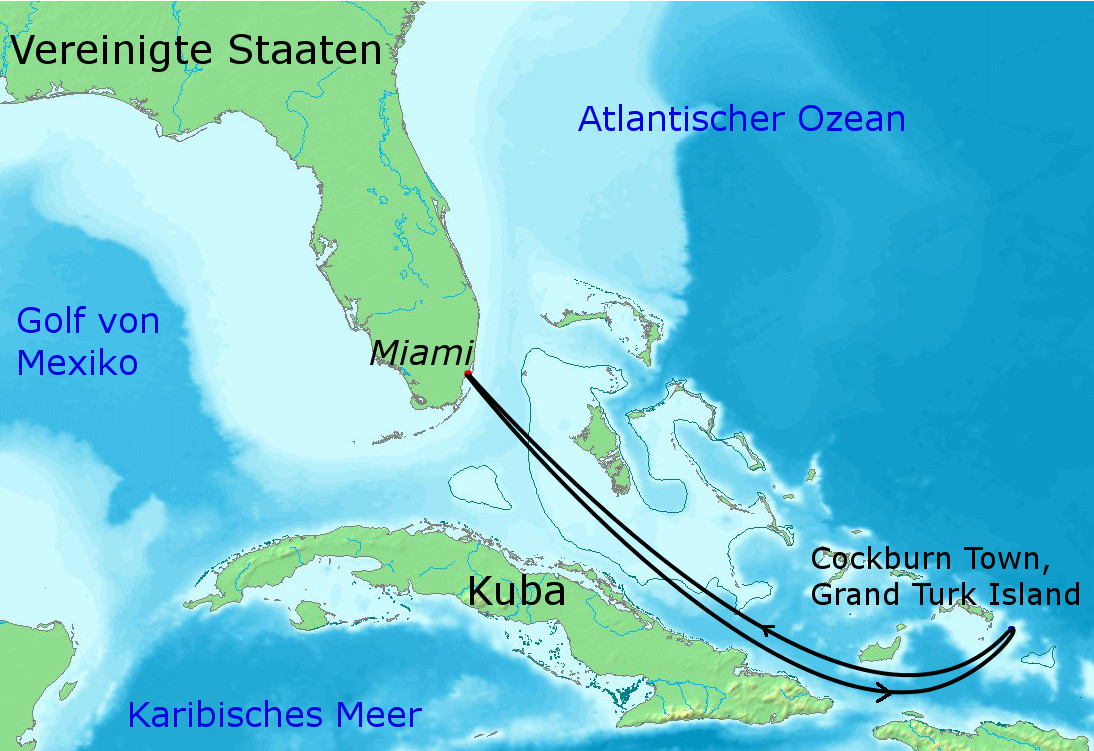
Route der Independence of the Seas bei 70000 Tons of Metal 2018

2018 fand das Festival vom 1. bis zum 5. Februar statt. Die Reiseroute verlief von Fort Lauderdale, Florida, nach Cockburn Town auf Grand Turk Island (Turks-Inseln) und wieder zurück. Es traten 61 Bands auf.

#### Line-up
An den vier Tagen spielten 61 Bands, verteilt auf vier Bühnen, wobei jede Band zwei Auftritte absolvierte. Das Line-up bestand aus folgenden Bands:
Aborted, Aeternam, Alestorm, Amberian Dawn, Battle Beast, Belphegor, Benediction, Benighted, Beyond Creation, Cannibal Corpse, Dark Tranquillity, Destruction, Diablo Blvd, Die Apokalyptischen Reiter, Enslaved, Evergrey, Exciter, Exhumed, Freedom Call, Goatwhore, Gyze, In Extremo, In Mourning, Insomnium, Internal Bleeding, Kataklysm, Korpiklaani, Kreator, Leaves’ Eyes, Majestic Downfall, Masterplan, Meshuggah, Metal Church, Metsatöll, Naglfar, Necrophobic, Obscura, October Tide, Primal Fear, Rhapsody, Sabaton, Samael, Septicflesh, Sepultura, Seven Kingdoms, Seven Spires, Sinister, Sirenia, Sonata Arctica, Swallow the Sun, Threshold, Triosphere, Voivod, Witchery, Witherfall, Wolfchant, Wolfheart.

#### Besucher und Statistisches
An dem Festival nahmen 3087 Besucher aus 75 Nationen teil::
Ägypten, Andorra, Argentinien, Australien Belarus, Belgien, Bolivien, Brasilien, Bulgarien, Chile, Costa Rica, Dänemark, Deutschland, Dominikanische Republik, Ecuador, El Salvador, Estland, Finnland, Frankreich, Griechenland, Guatemala, Honduras, Hongkong, Indien, Iran, Irland, Israel, Italien, Japan, Kanada, Kolumbien, Kroatien, Kuba, Libanon, Litauen, Luxemburg, Malta, Mexiko, Neukaledonien, Neuseeland, Nicaragua, Niederlande, Norwegen, Österreich, Pakistan, Palau, Panama, Peru, Polen, Portugal, Puerto Rico, Rumänien, Russland, Saudi-Arabien, Singapur, Slowakei, Slowenien, Südafrika, Spanien, Sri Lanka, Schweden, Schweiz, Syrien, Trinidad und Tobago, Tschechien, Tunesien, Türkei, Ukraine, Ungarn, Uruguay, Vereinigte Arabische Emirate, Vereinigtes Königreich, Vereinigte Staaten, Venezuela, Volksrepublik China

### Reiseverlauf 2019

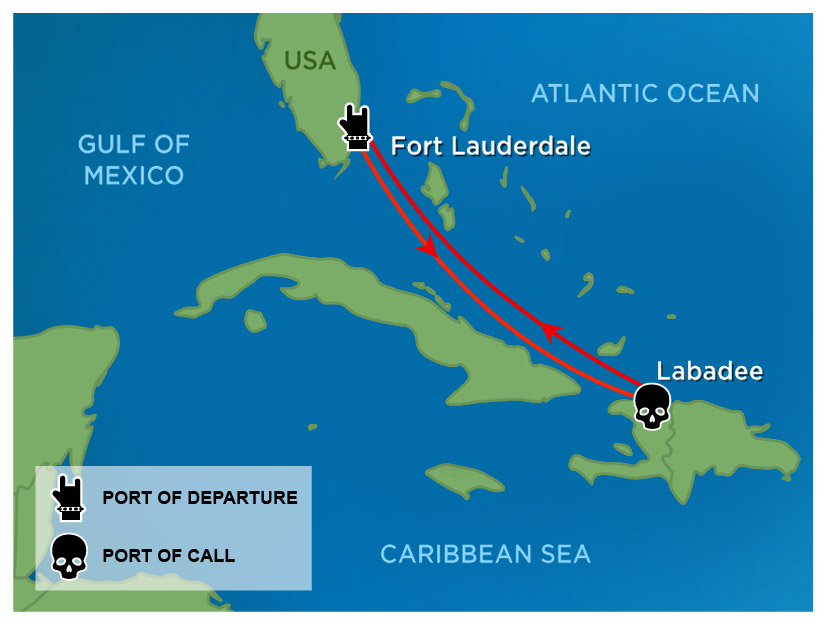
Reiseverlauf 70000 Tons of Metal 2019

2019 fand das Festival vom 31. Januar bis zum 4. Februar statt. Die Reiseroute verlief von Fort Lauderdale, Florida, nach Labadee auf Haiti und wieder zurück.

#### Line-up
An den vier Tagen spielten 60 Bands, verteilt auf vier Bühnen, wobei jede Band zwei Auftritte absolvierte. Das Line-up bestand aus folgenden Bands:
Accept, Arkona, Bloodbath, Blood Red Throne, Bodyfarm, Carnation, Chontaraz, Coroner, Dark Funeral, Delain, Dragony, Eluveitie, Ensiferum, Exmortus, Fleshgod Apocalypse, Gloryhammer, God Dethroned, Steve Grimmett’s Grim Reaper, Heidevolk, In Vain, Internal Suffering, Kalmah, Kamelot, Krisiun, Mayan, Mors Principium Est, Napalm Death, Ne Obliviscaris, Nekrogoblikon, Night Demon, Nile, Obituary, Onslaught, Paradise Lost, Perpetual Warfare, Persefone, Pestilence, Rage (feat. Lingua Mortis Orchestra), Riot V, Sodom, Soulfly, Subway to Sally, Svartsot, Temperance, The Black Dahlia Murder, Tiamat, Tristania, Twilight Force, Tyr, Unleash the Archers, Van Canto, Visions of Atlantis, Vomitory, Warbringer

#### Besucher und Statistisches
An dem Festival nahmen Besucher aus 73 Nationen teil:
Andorra, Argentinien, Australien, Belgien, Bolivien, Brasilien, Bulgarien, Chile, Costa Rica, Dänemark, Deutschland, Dominikanische Republik, Ecuador, El Salvador, Estland, Färöer, Finnland, Frankreich, Georgien, Griechenland, Guatemala, Honduras, Hongkong, Indien, Iran, Irland, Israel, Italien, Japan, Kanada, Kolumbien, Kroatien, Kuba, Lettland, Libanon, Luxemburg, Mexiko, Namibia, Niederlande, Neuseeland, Nicaragua, Norwegen, Österreich, Palau, Panama, Peru, Polen, Portugal, Puerto Rico, Rumänien, Russland, Saudi-Arabien, Singapur, Slowakei, Slowenien, Südafrika, Spanien, Sri Lanka, Schweden, Schweiz, Syrien, Trinidad und Tobago, Tschechien, Türkei, Ukraine, Ungarn, Uruguay, Usbekistan, Venezuela, Vereinigtes Königreich, Vereinigte Staaten, Volksrepublik China

### Reiseverlauf 2020

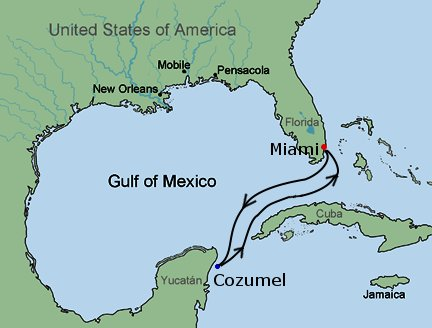
Reiseverlauf 70000 Tons of Metal 2020

2020 fand das Festival vom 7. bis zum 11. Januar statt. Die Reiseroute verlief von Fort Lauderdale, Florida, nach Cozumel in Mexiko und wieder zurück.

#### Line-up
An den vier Tagen spielten 62 Bands, verteilt auf vier Bühnen, wobei jede Band zwei Auftritte absolvierte. Das Line-up bestand aus folgenden Bands:
Aborted, Aeternam, Æther Realm, Archon Angel, Atheist, At the Gates, Axxis, Bloodbound, Brujeria, Candlemass, Carach Angren, Cattle Decapitation, Cruachan, Dark Matter, Devin Townsend, Edenbridge, Einherjer, Emperor, Epica, Ereb Altor, Exodus, Finntroll, Firstbourne, Flotsam and Jetsam, Ghost Ship Octavius, Grave Digger, Haggard, Havok, Ihsahn, Incantation, Kampfar, Kissin’ Dynamite, Leaves’ Eyes, Michael Schenker Fest, Moonsorrow, No Raza, Novembers Doom, Omnium Gatherum, Once Human, Origin, Orphaned Land, Possessed, Ross the Boss, Seven Witches, Soen, Soilwork, Sortilège, Spoil Engine, Stam1na, Striker, Suffocation, The Agonist, The Faceless, Toxik, Trollfest, Venom, Vio-lence, Whiplash, Wilderun, Wintersun, Without Waves, The Zero Theorem
Die irische Band Cruachan trat, neben ihren beiden regulären Konzerten, noch ein drittes Mal auf und spielte ein akustisches Folk-Set im bordeigenen Pub.

#### Besucher und Statistisches
An dem Festival nahmen Besucher aus 71 Nationen teil:
Ägypten, Andorra, Argentinien, Australien, Belarus, Belgien, Bermuda, Bolivien, Brasilien, Bulgarien, Chile, China, Costa Rica, Dänemark, Deutschland, Dominikanische Republik, Ecuador, El Salvador, Estland, Finnland, Frankreich, Griechenland, Guatemala, Honduras, Hongkong, Iran, Irland, Israel, Italien, Japan, Kanada, Kolumbien, Kuba, Litauen, Luxemburg, Malta, Mexiko, Niederlande, Neuseeland, Nicaragua, Norwegen, Österreich, Pakistan, Palau, Panama, Peru, Polen, Portugal, Puerto Rico, Rumänien, Russland, Saudi-Arabien, Singapur, Slowakei, Slowenien, Südafrika, Spanien, Sri Lanka, Schweden, Schweiz, Taiwan, Thailand, Trinidad und Tobago, Tschechien, Türkei, Ukraine, Ungarn, Uruguay, Venezuela, Vereinigtes Königreich, Vereinigte Staaten

### Reiseverlauf 2023

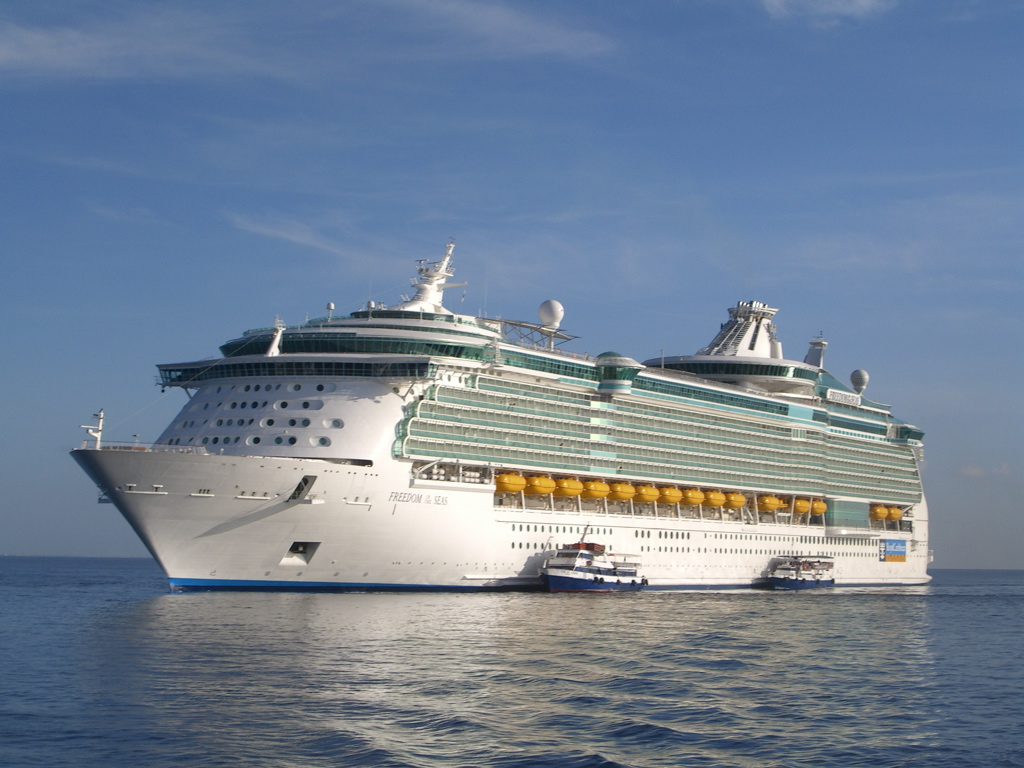
Freedom of the Seas

2023 fand das Festival vom 30. Januar bis zum 03. Februar an Bord der Freedom of the Seas statt. Die Reiseroute verlief vom PortMiami in Miami, Florida, nach Bimini (Bahamas) und wieder zurück.

#### Line-up
An den vier Tagen spielten 60 Bands, verteilt auf vier Bühnen, wobei in der Regel jede Band zwei Auftritte absolvierte. Das Line-up bestand aus folgenden Bands:
Abysmal Dawn, Amberian Dawn, Amorphis, Atrocity, Batushka, Belphegor, Bodyfarm, Cancer, Cryptosis, Cynic, Dark Tranquillity, Dear Mother, Deathless Legacy, Destruction, Dragonforce, Edge Of Paradise, Eleine, Elvenking, Empress, Eshtadur, Evergrey, Fallujah, Feuerschwanz, Fractal Universe, Freedom Call, God Dethroned, Hei'An, Hideous Divinity, Hypocrisy, Insomnium, Internal Bleeding, Iron Savior, Isole, Jungle Rot, Kamelot, Keep Of Kalessin, Korpiklaani, Kreator, Månegarm, Melechesh, Nightmare, Nightwish, Nothgard, Novembre, Nuclear, Obscura, Oceans of Slumber, Osyron, Rotting Christ, Sight of Emptiness, Sirenia, Skiltron, The Crown, Uli Jon Roth, Vicious Rumors, Visions of Atlantis, Vreid, Warbringer, Wolfchant, Wormed

#### Besucher und Statistisches
An dem Festival nahmen Besucher aus 71 Nationen teil:
Ägypten, Argentinien, Australien, Belarus, Belgien, Bolivien, Brasilien, Bulgarien, Chile, China, Costa Rica, Dänemark, Deutschland, Ecuador, El Salvador, Estland, Finnland, Frankreich, Griechenland, Guatemala, Hongkong, Indien, Indonesien, Irland, Israel, Italien, Japan, Kanada, Kolumbien, Kuba, Litauen, Luxemburg, Malta, Mexiko, Niederlande, Neuseeland, Nicaragua, Norwegen, Österreich, Pakistan, Palau, Peru, Philippinen, Polen, Portugal, Puerto Rico, Rumänien, Russland, Singapur, Slowakei, Slowenien, Südafrika, Südkorea, Spanien, Sri Lanka, Schweden, Schweiz, Taiwan, Trinidad und Tobago, Tschechien, Türkei, Ukraine, Ungarn, Uruguay, Venezuela, Vereinigte Arabische Emirate, Vereinigtes Königreich, Vereinigte Staaten, Vietnam, Zypern

### Reiseverlauf 2024
2024 fand das Festival vom 29. Januar bis zum 2. Februar an Bord der Freedom of the Seas statt. Die Reiseroute verlief vom PortMiami in Miami, Florida, nach Puerto Plata in der Dominikanischen Republik und wieder zurück.

#### Line-up
An den vier Tagen spielten 62 Bands, verteilt auf vier Bühnen, wobei in der Regel jede Band zwei Auftritte absolvierte. Das Line-up bestand aus folgenden Bands:
Aborted, ACOD, Angra, April Art, Arion, Avulsed, Krzysztof Drabikowski's Batushka, Before the Dawn, Blind Guardian, Blood Red Throne, Carnation, Crypta, Dalriana, Décembre Noir, Disillusion, Dynazty, Edenbridge, Einherjer, Endseeker, Epica, Equilibrium, Fleshcrawl, Fleshgod Apocalypse, Graceless, Grave Digger, Heidevolk, I Am the Night, Infected Rain, Inhuman Condition, Iotunn, Kataklysm, Katatonia, Leaves’ Eyes, Left Övr, Lich King, Lord of the Lost, Monstrosity, My Dying Bride, Mystic Prophecy, Nanowar of Steel, Nervosa, Noturnall, Omnium Gatherum, Pentagram Chile, Rising Steel, SAOR, Scar Symmetry, Serenity, Shores of Null, Skyforger, Sodom, Temperance, The Halo Effect, Threshold, Tygers of Pan Tang, Unleashed, Victory, Vision Divine, Waltari, Warkings, Wind Rose, Wolfheart

#### Besucher und Statistisches
An dem Festival nahmen laut Veranstalterangaben 3004 Besucher aus 71 Nationen teil:
Ägypten, Argentinien, Australien, Belgien, Bolivien, Brasilien, Bulgarien, Chile, China, Costa Rica, Dänemark, Deutschland, Dominikanische Republik, Ecuador, El Salvador, Estland, Färöer, Finnland, Frankreich, Griechenland, Guatemala, Guernsey, Hongkong, Indien, Irland, Island, Israel, Italien, Japan, Kanada, Kolumbien, Kroatien, Kuba, Lettland, Liechtenstein, Luxemburg, Mexiko, Moldau, Niederlande, Neuseeland, Nicaragua, Norwegen, Österreich, Palau, Peru, Philippinen, Polen, Portugal, Puerto Rico, Rumänien, Russland, Serbien, Singapur, Slowakei, Slowenien, Spanien, Sri Lanka, Schweden, Schweiz, Trinidad und Tobago, Tschechien, Türkei, Tunesien, Ukraine, Ungarn, Uruguay, Vereinigte Arabische Emirate, Vereinigtes Königreich, Vereinigte Staaten, Vietnam, Zypern

### Reiseverlauf 2025

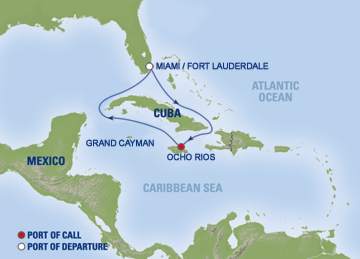
Route der Independence of the Seas bei 70000 Tons of Metal 2025

2025 fand das Festival vom 30. Januar bis zum 3. Februar 2025 an Bord der Independence of the Seas statt. Die Reiseroute verlief vom PortMiami in Miami, Florida, nach Ocho Rios auf Jamaika und endete wieder in Miami.

#### Line-up
An den vier Tagen spielten 61 Bands, verteilt auf vier Bühnen, wobei in der Regel jede Band zwei Auftritte absolvierte. Das Line-up bestand aus folgenden Bands:
Abysmal Dawn, Arcturus, Benighted, Beyond Creation, Cabrakaän, Candlemass, Crownshift, Decapitated, Delain, Destinity, Dirkschneider, Emperor, ExDeo, Fabulae Dramatis, Finntroll, Flotsam And Jetsam, Fractal Sun, Hammerfall, Hate, Ihsahn, Kissin’ Dynamite, Krisiun, Lutharo, Majestica, Matalobos, Metsatöll, Mork, Onslaught, Painful, Pessimist, Powerglove, Reaping Asmodeia, Samael, Septicflesh, Sepultura, Seven Kingdoms, Sonata Arctica, Stormruler, Stratovarius, Striker, Subway to Sally, Suffocation, Super Monster Party, Swallow the Sun zusammen mit dem Ballet Finland, Symphony X, Tankard, Tenebrarum, The Dread Crew of Oddwood, The Kovenant, The Mourning, The Zenith Passage, Thy Antichrist, Total Death, Trollfest, Trouble, Twilight Force, Unleash the Archers, Warfield

#### Besucher und Statistisches
An dem Festival nahmen laut Veranstalterangaben 3006 Besucher aus 81 Nationen teil:
Albanien, Algerien, Argentinien, Armenien, Australien, Belarus, Belgien, Belize, Bolivien, Bosnien und Herzegovina, Brasilien, Bulgarien, Chile, China, Costa Rica, Dänemark, Deutschland, Dominikanische Republik, Ecuador, El Salvador, Estland, Finnland, Frankreich, Griechenland, Guam, Guatemala, Honduras, Hongkong, Indien, Irland, Israel, Italien, Jamaika, Japan, Kanada, Kirgisistan, Kolumbien, Kuba, Libanon, Luxemburg, Marokko, Mexiko, Moldau, Niederlande, Neuseeland, Nicaragua, Nigeria, Norwegen, Österreich, Palau, Panama, Paraguay, Peru, Philippinen, Polen, Portugal, Rumänien, Russland, Serbien, Singapur, Slowakei, Slowenien, Spanien, Sri Lanka, Schweden, Schweiz, Südafrika, Südkorea, Syrien, Thailand, Trinidad und Tobago, Tschechien, Türkei, Tunesien, Ukraine, Ungarn, Uruguay, Vereinigte Arabische Emirate, Vereinigtes Königreich, Vereinigte Staaten, Vietnam, Venezuela